# Frente de Libertação Nacional de Ogadênia

Bandeira do grupo.

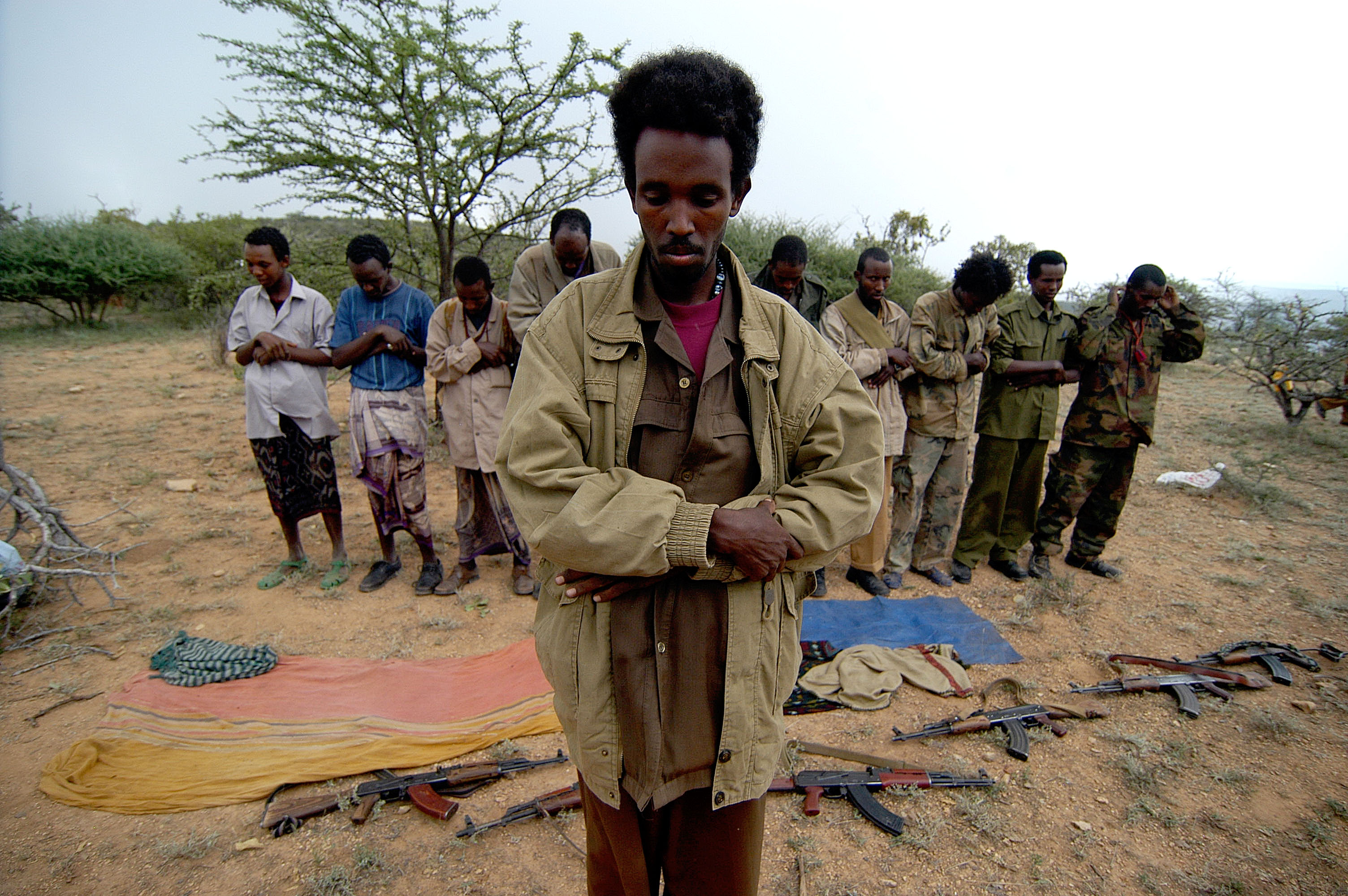
Rebeldes da FLNO.

Frente para Libertação Nacional de Ogadênia (em somali:  Jabhadda Wadaniga Xoreynta Ogaadeenya, em em árabe:  الجبهة الوطنية لتحرير أوغادين) é um grupo rebelde separatista que luta pelo direito à autodeterminação dos somalis na região de Ogadênia. Criado em 1984, o grupo exige a autonomia da região, e assumiu a responsabilidade por vários ataques visando às forças etíopes na área. Como Ogadênia é povoado por maioria somali, a Frente para Libertação Nacional de Ogadênia afirma que a Etiópia é um governo ocupante.
A  Frente para Libertação Nacional de Ogaden é composta principalmente por membros do clã Ogadênia, especificamente "o sub-clã Makaahiil da tribo ogadênia". A ala armada da Frente para Libertação Nacional de Ogadênia é o Exército de Libertação Nacional de Ogadênia.